# Диброва (Васильковский район)
Диброва (укр. Діброва) — село, входит в Васильковский район Киевской области Украины.
Население по переписи 2001 года составляло 407 человек. Почтовый индекс — 08627. Телефонный код — 4571. Занимает площадь 0,888 км². Код КОАТУУ — 3221482101.

## Местный совет
08627, Київська обл., Васильківський р-н, с.Діброва, вул.Леніна,19